# Autàrit
Autàrit (grec antic: Αὐτάριτος, llatí: Autaritus) era el cap dels mercenaris gals dels cartaginesos que va combatre contra els romans a Sicília.
Tornat amb els cartaginesos a l'Àfrica va ser un dels dirigents de la revolta dels mercenaris contra Cartago al final de la Primera Guerra Púnica. Els seus dots d'orador i el coneixement que tenia de la llengua fenícia van convèncer els revoltats de matar tots els presoners que els rebels havien fet, entre ells al general Giscó. En total es van executar uns 700 presoners. Finalment, Hamílcar Barca el va capturar i crucificar l'any 238 aC.